# 九条良輔
九条 良輔（くじょう よしすけ）は、鎌倉時代前期の公卿。関白・九条兼実の四男。官位は従一位・左大臣。八条と号す。

## 経歴
母が八条院暲子内親王に仕えていた縁により、幼くしてその猶子となる。建久5年（1194年）元服し正五位下に初叙される。侍従・右近衛少将・右近衛中将を経て、正治2年（1200年）従三位に叙せられ公卿に列す。建仁3年（1203年）権中納言、元久2年（1205年）正二位・権大納言と昇進する。既に早逝していた長兄の良通に続き、次兄の摂政・良経も元久3年（1206年）に薨じたため、庶子であったにもかかわらず九条家の中心的な存在となり、承元2年（1208年）内大臣、承元3年（1209年）右大臣、建暦元年（1211年）には左大臣に昇進し、嫡流とされた甥の道家を圧倒したが、疱瘡のため34歳で急死した。道家の実弟・教家を養嗣子とした。

## 人物
菅原為長らに儒学を学び、病気の時でさえ経書や史書を手放さなかったと言われるほど、学問を愛好した。大叔父の慈円からは「漢才古今に比類なし」「日本国古今たぐひなき学生」と評価された。
樋口健太郎は九条兼実の『玉葉』における良輔の生母・八条院女房三位局に関する記述より、彼にとって八条院の側近である彼女はあくまでも政治的交渉相手で自分の妻妾とする考えはなかったとする。兼実から見れば言わばライバル関係にある女性が生んでしまった自分の男子の扱いに困り、八条院の猶子としていずれは出家させるつもりであったが、既に猶子である二条天皇や以仁王を亡くしていた八条院は彼を貴族として立身させることを望んだ。後に権大納言であった良輔が徳大寺公継と右大将の地位を争って敗れた後に八条院が後鳥羽天皇に抗議したために代わりに内大臣に任ぜられたと伝えられている（『明月記』承元2年5月30日条）。このため、八条院は良輔の子孫に九条家とは別に一流を立てさせて没後の所領や仏事の一端を担わせることを構想していたのではないかと推測している。樋口はこの見解に基づいて、良輔は厳密には「九条家の一員」とは言い難く、「八条良輔」と表記するのが適切との見解を取る。

## 官歴
- 正治3年（1200年） 10月26日：従三位
- 承元3年（1209年） 右大臣
- 建暦元年（1211年） 左大臣

## 系譜
- 父：九条兼実
- 母：八条院女房三位局 - 高階盛章の娘
- 妻：坊門信清の娘
- 妻：藤原経家の娘
  - 男子：良瑜
- 妻：玄季の娘
  - 男子：道宝（1214-1281）
- 養子
  - 男子：九条教家（1194-1255） - 九条良経の次男